# Forchheimský mír
Forchheimský mír byla mírová smlouva mezi Východofranskou a Velkomoravskou říší, kterou (po vzájemných válkách v letech 871–873) v roce 874 uzavřel Svatopluk I. (v zastoupení Jana z Benátek) a Ludvík II. Němec ve Forchheimu.

## Primární prameny
Nejstarší pramen, který informuje o této smlouvě, jsou Fuldské letopisy, konkrétně záznam k roku 874:
| „                  | …Král Ludvík potom ve velikonočním týdnu odešel do fuldského kláštera modlit se a když se odtud vrátil, svolal všeobecný sněm v osadě Tribure. Odtud přešel přes Nordické Alpy do Itálie a nedaleko Verony se radil se svým synovcem Ludvíkem ve vsi Forchheim a zde také přijal Svatoplukovy posly, kteří žádali mír a slibovali věrnost. Hlavou poselstva byl kněz Jan z Benátek, jenž svá slova stvrdil přísahou, aby mu král beze vší pochybnosti uvěřil, totiž, že Svatopluk by zůstal královi věrný po všechny dni svého života a každoročně by platil králem stavovený poplatok, kdyby mu ráčil umožnit pokojně konat a v žít v míru. | “ |
| — Fuldské letopisy | |   |

Dalším pramenem je spis Chronicon de sex aetatibus mundi Herimanna Augiensia z 11. století (záznam k roku 874):
| „                                                            | Tento [Ludvík II. Němec] vyjednal mír se Svatoplukem, knížetem Moravy, kdy mu ten nabízel prostřednictvím vyslanců, že se mu podrobí a sliboval věrnost i roční poplatek… | “ |
| — Heřman z Reichenau: Chronicon de sex aetatibus mundi:s.167 | |   |

Výrazně pozdější ( 1517) je zpráva Johannese Aventina v jeho díle Annales ducum Boiariae. :s.360

## Význam
Mírová smlouva znamenala naprostou nezávislost Velké Moravy. Zmiňovaný poplatek byl pravděpodobně „jednorázový výkup mírového soužití“. Smlouva zřejmě pro obě strany neměla větší závaznost, a šlo zejména o to „… aby oba panovníci [Svatopluk I. a Ludvík II.] mohli ve svých státech nerušeně vládnout“.:s.196
Svatopluk tak měl uvolněné ruce pro upevnění vlastní moci a pravděpodobně i pro zlepšení organizace a výzbroje vojsk. Později přešel do diplomatické ofenzívy vůči Frankům a začal uskutečnovat vlastní výboje.:s.94 O silném postavení Svatopluka I. byl mohl svědčit fakt, že vyjednával prostřednictvím vyslance. Zmíněný poplatek někteří historici považují za jednorázový, jiní za každoroční, nicméně mír platil do roku 882.

### Hodnocení historiků
František Dvorník: „…Svatopluk uznal formální svrchovanost říše a Ludvík Němec mu ponechal vládu nad Moravou.“
Matúš Kučera: „…tímto mírem Svatopluk zajistil pro svou vyčerpanou zemi dočasný mír. Dosáhl toho nejcennějšího co se dalo. Nastoupila doba, kdy Velká Morava osm až deset let nebojovala s německými vojsky. Tím si panovník uvolnil ruce, aby mohl vnitřně přestavět a upevnit vlastní stát.“ :s.101
Richard Marsina: „Je nesprávné chápat Forchheimský mír jako Svatoplukovu kapitulaci. Zprávu o jeho uzavření zachoval pouze východofranský analista, který však formulaci upravil tak, aby z ní vyplývaly pouze výhody, kterých dosáhla jeho strana. Je však třeba uznat, že v podstatě nezamlčel to, že Svatopluk ve Forchheimu nepřijal pasivně závazky, ale že je byl ochoten přijmout pouze v případě splnění svých požadavků. Proto je správnější charakterizovat Forchheimský mír jako uznání svrchovanosti Východofranské říše, nebude-li tato usilovat o zasahování do vnitřních věcí na Velké Moravě. Uzavření tohoto míru Svatoplukovi vlastně umožnilo expanzi do oblastí, které Východofranská říše nepokládala za bezprostřední sféru svého zájmu. Z tohoto hlediska lze Forchheimský mír hodnotit jako promyšlený, úspěšný významný státnický čin. Umožnil nejen zmíněnou expanzi, ale poskytl i potřebný čas na vnitřní konsolidaci a upevnění Velké Moravy.“ :s.74